# Sindbad Mystery
Sindbad Mystery (シンドバッドミステリー?, Shindobaddo Misuterī) è un videogioco arcade del 1983 sviluppato e pubblicato da Sega. Esso segue un ragazzo di nome Sindbad che deve evitare i mostri mentre ricompone una mappa del tesoro. Sega stessa lo porta per la sua console SG-1000.
È stato emulato per la prima volta e incluso all'interno di Sega Ages Memorial Selection Vol. 2 per Sega Saturn.

## Modalità di gioco
Sindbad Mystery è un titolo d'azione in cui il giocatore controlla il marinaio Sindbad, che come Pac-Man, si muove all'interno di una serie di labirinti a schermata fissa dalla visuale sopraelevata. Nei labirinti sono sparsi dei punti interrogativi e l'obiettivo del protagonista è raccoglierli tutti passandoci sopra. Acquisendoli non solo si guadagnano punti ma si compone anche la mappa del tesoro, visualizzata nella parte superiore dell'interfaccia. Una volta che la mappa è stata ricomposta, in un punto del labirinto appare uno scrigno del tesoro: il giocatore lo prende e ottiene dei punti aggiuntivi, dopodiché passa al livello successivo.
Tuttavia, in ogni labirinto bisogna fare attenzione ai vari nemici che girovagano. Essi semplicemente vengono evitati, ma premendo il pulsante, Sindbad li può anche allontanare scavando una buca. Il giocatore se dovesse entrare in contatto con loro, perde una vita. Quando tutte le vite a disposizione saranno esaurite, la partita termina.

## Accoglienza
In Giappone, la rivista Game Machine elencò Sindbad Mystery nel numero del 15 agosto 1983 come l'undicesima unità arcade di maggior successo del mese.